# Bianca (Mond)
 Bianca (auch Uranus VIII) ist der drittinnerste und einer der kleineren der 28 bekannten Monde des Planeten Uranus.

## Entdeckung und Benennung
Bianca wurde am 23. Januar 1986 von dem Astronomen Bradford A. Smith auf fotografischen Aufnahmen der Raumsonde Voyager 2 entdeckt. Sie war der letzte Mond, der durch den Vorbeiflug der Sonde gefunden wurde. Die Entdeckung wurde am 27. Januar 1986 von der Internationalen Astronomischen Union (IAU) bekanntgegeben; der Mond erhielt zunächst die vorläufige Bezeichnung S/1986 U 9.
Am 8. Juni 1988 erhielt der Mond den Namen Bianca. Bianca ist die jüngere Schwester der Katherina in William Shakespeares Komödie Der Widerspenstigen Zähmung. Da deren Vater Baptista einer Heirat seiner jüngeren Tochter erst zustimmen wird, wenn die ältere Tochter Katharina, für die sich kein Mann interessiert, verheiratet ist, muss Lucentio, der in Bianca verliebt ist, einen Mann für Katherina finden. Mit einigen Tricks gelingt es ihm, Biancas Herz zu erobern und das Einverständnis ihres Vaters zu gewinnen.
Ursprünglich war geplant, den Mond nach Peaseblossom, einer Elfe aus der Shakespeare-Komödie Ein Sommernachtstraum zu benennen, doch durch einen Konflikt der Nomenklatur zwischen den USA und der UdSSR wurde der Name Bianca von der Internationalen Astronomischen Union (IAU) stillschweigend ein paar Jahre nach der Entdeckung des Mondes ausgewählt.
Alle Monde des Uranus sind nach Figuren von Shakespeare oder Alexander Pope benannt. Die ersten vier entdeckten Uranusmonde (Oberon, Titania, Ariel, Umbriel) wurden nach Vorschlägen von John Herschel, dem Sohn des Uranus-Entdeckers Wilhelm Herschel, benannt. Später wurde die Tradition der Namensgebung beibehalten.

## Bahneigenschaften

### Umlaufbahn

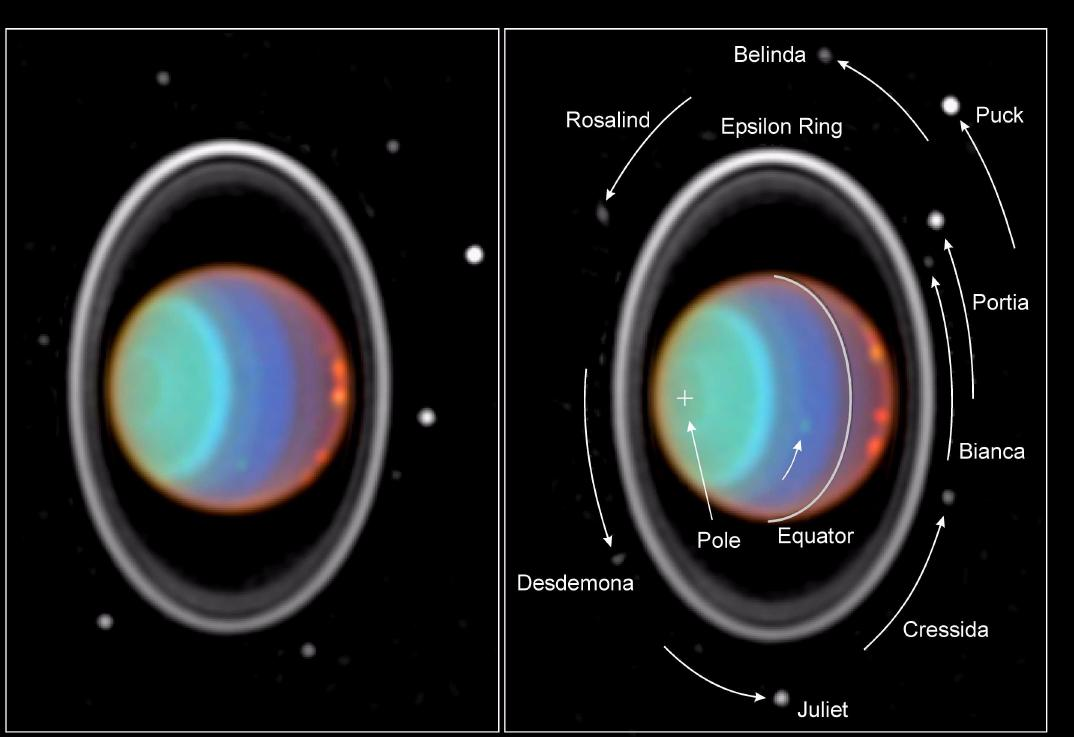
Hubble-Bild der Portia-Gruppe sowie Puck

Bianca umkreist Uranus auf einer prograden, fast perfekt kreisförmigen Umlaufbahn in einem mittleren Abstand von rund 59.166 km von dessen Zentrum. Die Bahnexzentrizität beträgt 0,00092, die Bahn ist 0,193° gegenüber dem Äquator von Uranus geneigt.
Bianca ist der innerste Mond der Portia-Gruppe, zu der auch Cressida, Desdemona, Juliet, Portia, Rosalind, Cupid, Belinda und Perdita gehören. Diese Monde haben ähnliche Umlaufbahnen und ähnliche spektrale Eigenschaften.
Die Umlaufbahn des nächstinneren Mondes Ophelia ist im Mittel 5.400 km von Biancas Orbit entfernt, die des nächstäußeren Mondes Cressida 2.600 km.
Bianca befindet sich inmitten zweier Uranusringe, des innen laufenden ε (Epsilon)-Ringes, der im Mittel rund 8.000 km vom Bianca-Orbit entfernt ist, und der Innenkante des äußeren ν (Ny)-Staubringes in 6.900 km Entfernung.
Bianca umläuft Uranus in 10 Stunden und 26 Minuten. Da dies schneller ist als die Rotation des Uranus, geht Bianca vom Uranus aus gesehen im Westen auf und im Osten unter.
Sie bewegt sich innerhalb eines kritischen Abstandes, nahe der Roche-Grenze, in einer absinkenden Bahn um den Planeten und wird irgendwann infolge von Gezeitenkräften zu einem Ring auseinandergerissen werden oder in Uranus’ Atmosphäre stürzen beziehungsweise verglühen.

## Physikalische Eigenschaften
Bianca hat einen mittleren Durchmesser von 54 km.
Ihre mittlere Dichte ist mit 1,3 g/cm3 deutlich geringer als die Dichte der Erde und weist darauf hin, dass der Mond überwiegend aus Wassereis zusammengesetzt ist. 

Der kleine Trabant hat eine sehr geringe Albedo von 0,07, d. h., 7 % des eingestrahlten Sonnenlichts werden von der Oberfläche reflektiert. Der Mond ist damit ein sehr dunkler Himmelskörper.

An ihrer Oberfläche beträgt die Schwerebeschleunigung 0,0086 m/s2, dies entspricht weniger als 1 ‰ der irdischen.

Im Spektrum erscheint die Oberfläche von Bianca grau gefärbt.